# Tiliacora
Tiliacora Colebr. – rodzaj roślin z rodziny miesięcznikowatych (Menispermaceae). Obejmuje co najmniej 24 gatunki występujące naturalnie w Afryce Subsaharyjskiej oraz Azji Południowo-Wschodniej.

## Systematyka
Pozycja systematyczna według APweb (aktualizowany system APG III z 2009)
Rodzaj z rodziny miesięcznikowatych (Menispermaceae).
Wykaz gatunków
| - Tiliacora bequaertii De Wild. - Tiliacora chrysobotrya Welw. ex Ficalho - Tiliacora dielsiana Hutch. & Dalziel - Tiliacora dinklagei Engl. - Tiliacora ealaensis Troupin - Tiliacora funifera (Miers) Oliv. - Tiliacora gabonensis Troupin - Tiliacora gossweileri Exell - Tiliacora insularis Louis ex Troupin - Tiliacora kenyensis Troupin - Tiliacora klaineana Diels - Tiliacora latifolia Troupin | - Tiliacora laurentii De Wild. - Tiliacora lehmbachii Engl. - Tiliacora leonardii Troupin - Tiliacora leonensis (G.F. Scott-Elliot) Diels - Tiliacora louisii Troupin - Tiliacora macrophylla Diels - Tiliacora odorata Engl. - Tiliacora ovalis Diels - Tiliacora pynaertii De Wild. - Tiliacora racemosa Colebr. - Tiliacora sebicea O. P. - Tiliacora tisserantii A.Chev. |